# Repräsentantenhaus von North Dakota
Das Repräsentantenhaus von North Dakota (North Dakota House of Representatives) ist das Unterhaus der North Dakota Legislative Assembly, der Legislative des US-Bundesstaates North Dakota.
Die Parlamentskammer setzt sich aus 94 Abgeordneten zusammen, wobei jeweils zwei Abgeordnete einen Wahldistrikt repräsentieren. Die Abgeordneten werden jeweils für vierjährige Amtszeiten gewählt. Das Repräsentantenhaus von North Dakota ist eines von nur fünf Unterhäusern in den Vereinigten Staaten, wo dieses geschieht. Geradezu alle anderen Unterhäuser, einschließlich des US-Repräsentantenhauses, werden für eine zweijährige Amtszeit gewählt. Ferner sind die Abgeordnetenamtszeiten so gestaffelt, dass immer die Hälfte der Abgeordneten jede zwei Jahre neu gewählt wird. Der Sitzungssaal des Repräsentantenhauses befindet sich gemeinsam mit dem Staatssenat im North Dakota State Capitol in der Hauptstadt Bismarck.

## Struktur der Kammer
Vorsitzender des Repräsentantenhauses ist der Speaker of the House. Er wird zunächst von der Mehrheitsfraktion der Kammer gewählt, ehe die Bestätigung durch das gesamte Parlament folgt. Der Speaker ist auch für den Ablauf der Gesetzgebung verantwortlich und überwacht die Abstellungen in die verschiedenen Ausschüsse. Weitere wichtige Amtsinhaber sind der Mehrheitsführer (Majority leader) und der Oppositionsführer (Minority leader), die von den jeweiligen Fraktionen gewählt werden.

### Zusammensetzung nach der Wahl im Jahr 2022
| Partei | Partei                 | Abgeordnete |
| ------ | ---------------------- | ----------- |
|        | Republikanische Partei | 82          |
|        | Demokratische Partei   | 12          |
| Summe  | Summe                  | 94          |

### Wichtige Mitglieder
| Position                            | Name           | Partei       |
| ----------------------------------- | -------------- | ------------ |
| Speaker                             | Dennis Johnson | Republikaner |
| Mehrheitsführer / Majority Leader   | Mike Lefor     | Republikaner |
| Oppositionsführer / Minority Leader | Zac Ista       | Demokraten   |